# Primo Nardello
Primo Nardello (* 1. Januar 1937 in Bisuschio; † Mai 2023) war ein italienischer Radrennfahrer.

## Sportliche Laufbahn
Nardello war im Straßenradsport und im Querfeldeinrennen (heutige Bezeichnung Cyclocross) aktiv. Er konnte als Amateur 1962 dank seiner Spurtschnelligkeit drei Etappen der Jugoslawien-Rundfahrt gewinnen. Im Gesamtklassement wurde er Zweiter hinter Frank Skerlj. Auch den Giro d’Abruzzo konnte er für sich entscheiden. Im Gran Premio della Liberazione, einem der bedeutendsten internationalen Eintagesrennen für Amateure in Italien, wurde er Zweiter hinter Antonio Tonioli. Beim Sieg von Adriano Durante im Piccolo Giro di Lombardia wurde er Dritter. 1963 siegte er in der Coppa San Geo und wurde Vize-Meister im Straßenrennen hinter Michele Dancelli. Im Mai hatte er an der Internationalen Friedensfahrt teilgenommen und war aus dem Rennen ausgeschieden.
Zum Ende der Saison ging er einen Vertrag als Berufsfahrer im Radsportteam Ignis ein. Er fuhr bis 1965 als Profi. 1964 startete er mit dem Sieg im Rennen Barcelona–Andorra in die Saison. Kurze Zeit später gewann er einen Tagesabschnitt der Katalonien-Rundfahrt. 1965 konnte er eine Etappe der Ruta del Sol gewinnen.

## Familiäres
Er war der Onkel des ehemaligen Radrennfahrers Daniele Nardello.